# U-368
U-368 – niemiecki okręt podwodny (U-Boot) typu VII C z okresu II wojny światowej. Okręt wszedł do służby w 1944 roku.

## Historia
Wykorzystywany jako jednostka szkolna i treningowa w 21., a od marca 1945 roku w 31. Flotylli U-Bootów, w związku z tym nie odbył ani jednego patrolu bojowego i nie zatopił żadnej jednostki przeciwnika. W styczniu 1945 roku przetransportował z Pilawy do Kilonii nieznaną liczbę uciekinierów. 
Poddany 5 maja 1945 roku na wyspie Helgoland (Niemcy), przebazowany 23 czerwca 1945 roku do Wilhelmshaven, a później do Loch Ryan (Szkocja). Zatopiony 17 grudnia 1945 roku podczas operacji Deadlight ogniem artyleryjskim przez niszczyciel ORP „Błyskawica”.